# Isabel Alçada
Isabel Alçada, właśc. Maria Isabel Girão de Melo Veiga Vilar (ur. 29 maja 1950 w Lizbonie) – portugalska pisarka i nauczyciel akademicki, autorka literatury dziecięcej i młodzieżowej, w latach 2009–2011 minister edukacji.

## Życiorys
Absolwentka filozofii na Uniwersytecie Lizbońskim. W 1984 uzyskała magisterium na Boston University. Pracowała w ministerstwie edukacji, a także jako nauczycielka historii, doradca ds. nauczania tego przedmiotu oraz w instytucji kulturalnej Fundação de Serralves. Od 1985 jako nauczyciel akademicki związana z Escola Superior de Educação de Lisboa, prowadząc wykłady z edukacji i socjologii. W 2006 została koordynatorką narodowego planu czytelnictwa organizowanego przez resort edukacji.
Zajęła się także pisarstwem, wydając głównie publikacje z zakresu literatury dla dzieci i młodzieży. Wspólnie z Aną Marią Magalhães jest autorką m.in. dwóch zapoczątkowanych w latach 80. cykli: Uma Aventura oraz Viagens no Tempo.
W październiku 2009 objęła stanowisko ministra edukacji w drugim rządzie José Sócratesa; zajmowała je do czerwca 2011.

## Odznaczenia
- Wielki Oficer Orderu Infanta Henryka (2006)[3]
- Krzyż Wielki Orderu Camõesa (2025)[3]